# Antharmostes orinophragma
Antharmostes orinophragma là một loài bướm đêm trong họ Geometridae.